# Villarmuerto
Villarmuerto ist eine westspanische Gemeinde (municipio) in der Provinz Salamanca in der Autonomen Gemeinschaft Kastilien-León. 2024 hatte die Gemeinde 40 Einwohner. Neben dem Hauptort Villarmuerto gehört die Ortschaft Villargordo zur Gemeinde.

## Lage
Villarmuerto liegt etwa 70 Kilometer westnordwestlich von Salamanca in einer Höhe von ca. 760 m.
Das Klima ist mäßig. Es fällt Regen in einer mittleren Menge (ca. 591 mm/Jahr).

## Bevölkerungsentwicklung
| Jahr      | 1900 | 1950 | 1960 | 1970 | 1981 | 1991 | 2001 | 2011 | 2021 |
| Einwohner | 453  | 291  | 308  | 212  | 170  | 82   | 63   | 45   | 42   |

## Sehenswürdigkeiten
- Cyprianuskirche (Iglesia de San Cipriano)